# Шайладжа Ачар'я
Шайладжа Ачар'я (неп. शैलजा आचार्य; 1944 — 12 червня 2009) — непальська революціонерка, політик і дипломат. 1998 року протягом трьох місяців обіймала посаду прем'єр-міністра Непалу. Перша непалка, обрана віцепрем'єр-міністром Непалу
Походить з впливової сім'ї Койрала, почала активну політичну діяльність у студентські роки. Підлітком стала на три роки політичним в'язнем після того, як показала чорний прапор королю Махендрі на знак протесту проти державного перевороту, здійсненого монархією проти демократичного обраного уряду 1961 року. Після звільнення виїхала до Індії, де підтримувала тісну дружбу з індійськими лідерами, зокрема Чандрою Шекхаром, одночасно продовжувала просувати демократичну боротьбу проти системи Панчаят. Зіграла важливу роль в організації молодіжного руху, зборі та контрабанді зброї і боєприпасів для можливого збройного конфлікту та публікації газети для підвищення політичної обізнаності. Супроводжувала Вішвешвара Прасада Койралу під час його повернення до Непалу, і заарештована одразу після прибуття. Загалом провела у в'язниці п'ять років під час режиму Панчаята.
Після відновлення демократії Ачар'я двічі обиралася до парламенту, у 1991 та 1994 роках. У 1991—1993 роках була міністром сільського господарства, і пішла у відставку на знак протесту проти корупції в уряді. 1997 року стала першою жінкою-міністром водних ресурсів, а 1998 року стала першою жінкою-віцепрем'єр-міністром країни. Після того, як король Г'янендра призупинив демократію внаслідок чергового державного перевороту, вона продовжувала публічно підтримувати конституційну монархію, всупереч позиції своєї партії. 2007 року призначена послом в Індії.
2007 року їй діагностували хворобу Альцгеймера. Померла від пневмонії у Катманду 12 червня 2009 року. Вона запам'яталася принциповою позицією, непокорою тиранії у юності, роллю у боротьбі за демократію та благодійною діяльністю. 2014 року уряд Непалу нагородив її званням Маха Уджвал Раштрадіп.

## Біографія
Народилася 1944 року. Її мама, Індіра Койрала Ачар'я, брала участь у демократичній революції 1950 року і була однією з перших чотирьох непальських жінок, заарештованих режимом Рана. Мала сестру Мадху Бастолу та брата Прадіпа Ачар'ю.
Племінниця колишніх прем'єр-міністрів Непалу Матріки Прасада Койрали, Вішвешвара Прасада Койрали та Гіріджі Прасада Койрали. Боллівудська акторка Маніша Койрала — її племінниця. Близько товаришувала з колишнім прем'єр-міністром Індії Чандрою Шекхаром. Здобула проміжний ступінь. Заміж не виходила.

## Кар'єра
Була старшим лідером Непальського конгресу, піднявшись до посади віцеголови партії. Серед другого покоління лідерів Непальського конгресу вважалася одним із небагатьох ідейних спадкоємців. Брала активну участь у своєму виборчому окрузі в Моранґу.

### Режим Панчаят
18 лютого 1961 року показала чорний прапор королю Махендрі на знак протесту проти призупинення демократії в Непалі та ув'язнення демократично обраного прем'єр-міністра Вішвешвара Прасада Койралу, який також був її дядьком. За цей вчинок її позбавили волі на три роки. У роки її боротьби проти системи Панчаят вона провела у в'язниці п'ять років.
Провела дев'ять років у вигнанні в Індії. У ті роки була одним із найвидатніших лідерів організації та мобілізації демократичного опору з Індії. Разом з Бхімом Бахадуром Тамангом і Чакрою Прасадом Бастолою відіграла важливу роль у реорганізації молодіжного крила партії Тарун Дал у 1973—1974 роках. Вони втрьох керували логістикою зустрічі організації у школі в селі Бабурі, Варанасі. Була головним редактором «Тарун», що виходила у Варанасі в той же період. Відіграла важливу роль у зборі зброї та боєприпасів — разом з Ноною Койралою та Чакрою Прасадом Бастолою, ще одним ветераном-лідером Непальського конгресу та її зятем — у намаганні контрабандою переправити зброю до Непалу для проведення збройної революції. Частину зброї пізніше використали під час викрадення літака в Непалі 1973 року. Після того, як партія відмовилася від ідей збройної боротьби, зброю та боєприпаси передали бенгальському народу, який боровся проти уряду Східного Пакистану.
1976 року повернулася до Непалу разом з Вішвешваром Прасадом Койралою, але її з іншими негайно заарештували по прибуттю до міжнародного аеропорту Катманду і доставили прямо до в'язниці Сундаріджал.

### 1990-ті роки
Після відновлення демократії в Непалі 1990 року двічі обиралася до парламенту від свого рідного округу Моранґ. Вперше обрана у травні 1991 року від виборчого округу Моранґ-5. В уряді Конгресу Непалу, сформованому Гіріджою Прасадом Койралою 1991 року, їй дали можливість вибирати власний міністерський портфель. Вона обійняла посаду міністра сільського господарства та лісів, міністерство очолювала до 1993 року. 1993 року пішла у відставку з кабінету міністрів, звинувативши уряд у непотизмі. Як племінниця Гіріджі Прасада Койрали, була бенефіціаром кумівства.
Повернулася до парламенту 1994 року, пройшовши від округу Моранґ. 1997 року стала міністром водних ресурсів, а 1998 року на короткий період стала першою жінкою-заступником прем'єр-міністра Непалу. Стала першою жінкою — міністром водних ресурсів. Відтоді її повільно усували з партії.

### 2000-ті роки
Викликала критику за свою опозицію до семипартійного альянсу проти прямого правління короля. Її підтримка конституційної монархії й опозиція революції 2006 року фактично припинили її перспективи активної політичної діяльності.
2007 року призначена послом Непалу в Індії, змінивши на цій посаді Карну Додж Адхікарі. Вона зіткнулася з опозицією з боку інших партій коаліційного уряду через свою суперечливу позицію проти революції 2006 року, але зрештою отримала дозвіл на призначення парламентським комітетом, який спостерігав за призначеннями послів.

## Філантропія
Брала участь у кількох недержавних організаціях й іншій благодійній діяльності, головним чином у сфері розширення прав і можливостей жінок і соціального забезпечення. Заснувала гуті Крішна Прасад Койрала в пам'ять про свого діда по материнській лінії і надавала фінансову й іншу підтримку для створення Політехнічного інституту Шайладжа Ачар'я в сільській місцевості в її виборчому окрузі в Моранґу, який назвали на її честь у визнання її внеску в його заснування. Вона пожертвувала 1,5 га землі для будівництва інституту, а пізніше домовилася про партнерство з CTEVT, щоб забезпечити доступне навчання для бідних жінок і дівчат громади.

## Хвороба і смерть
В останні роки життя мала слабке здоров'я, оскільки страждала на хворобу Альцгеймера, і тому майже повністю залишила громадську активність. Після тривалої боротьби з хворобою Альцгеймера та пневмонією померла близько 4:25 ранку 12 червня 2009 року у 65 років. Протягом дев'яти місяців шукала належне лікування у Бангкоку, а також у Нью-Делі, а за два дні до смерті її ушпиталили до навчальної лікарні TU в Катманду, де вона перебувала на апараті штучної вентиляції легень у відділення інтенсивної терапії.
Її кремували в Пашупаті Арьягаті. Парламент ухвалив резолюцію співчуття у зв'язку з її смертю.

## Визнання
За її внесок нагороджена орденом Маха Уджвал Раштрадіп рішенням кабінету міністрів від 28 травня 2014 року.

## Спадщина
Високопоставлений лідер Непальського конгресу Рам Чандра Паудел згадує Ачар'ю як наснажливу постать і «бунтарську особистість». Колишній міністр Мохан Бахадур Баснет схарактеризував її як довічного прихильника демократії з «чистим іміджем». Тодішній прем'єр-міністр Непалу Мадхав Кумар, виступаючи на її похоронах, назвав її іконою демократичних цінностей і принципів, додавши, що її рішуча боротьба з «корупцією, порушеннями та неправильним ставленням» була зразковою.
Була першою і на момент смерті єдиною непальською жінкою, яка обіймала посаду віцепрем'єр-міністра. Її двоюрідна сестра Суджата Койрала стала другою жінкою-заступником прем'єр-міністра у жовтні 2009 року. Показ її чорного прапора королю Махендрі 1961 року вважається знаковою подією в історії боротьби Непалу за свободу і демократію.
Попри її успіх вона не досягла того, що очікувала. Її навіть назвали «найвідомішою нікчемою Непалу», спроби пояснити її слабкість у непальській політиці зосереджувалися навколо її консервативних позицій, особливо на її підтримці конституційної монархії, коли країна рухалася до республіканізму, і у тіні дядька Гіріджа Прасад Койрала, який не відмовився від своєї позиції в партії чи національній політиці, щоб звільнити місце для другого покоління лідерів серед яких Ачар'я була у вищому ешелоні протягом більшої частини своєї політичної кар'єри. Однак сама Ачар'я бачила в цьому сексизм, стверджуючи, що її не сприймали серйозно через її стать, а її внесок і жертви недооцінювали або ігнорували.
Непальська спілка преси, Morang, ушановує на її честь журналістською нагородою названої на її честь. Шайладжа Ачар'я Адарша Самадж пропагує ідеали Ачар'ї. У її рідному виборчому окрузі в Моранґу Меморіальний стипендіальний фонд Шайладжі Ачарії надає безкоштовні стипендії здібним учням.